# Nikita Petrowitsch Sokolow
Nikita Petrowitsch Sokolow (russisch Никита Петрович Соколов; * 1. Maijul. / 12. Mai 1748greg. in Krutez, Rajon Alexandrow; † 7. Apriljul. / 18. April 1795greg. in Moskau) war ein russischer Chemiker und Hochschullehrer.

## Leben
Sokolow, Sohn eines Küsters, trat 1759 in das Seminar des Dreifaltigkeitsklosters von Sergijew Possad ein. 1768 wurde er nach St. Petersburg zur weiteren Ausbildung im Akademie-Gymnasium und dann an der Akademie-Universität geschickt. Dort war er an den Akademie-Expeditionen von Peter Simon Pallas durch Sibirien beteiligt, durch die er ein Grundwissen auf den Gebieten der Anatomie und Metallurgie erwarb. 1772 bestieg er den 2508 m hohen Golez Sochondo im Chentei-Daurischen Hochland am Tschikoi und Onon im südlichen Transbaikalien. Allerdings litt seine Gesundheit, so dass er 1774 um die Zuweisung anderer Aufgaben bat. Der Akademie-Direktor Graf Wladimir Grigorjewitsch Orlow schickte ihn jedoch zum Studium an die Universität Leiden, an der bereits Peter Simon Pallas studiert hatte. Sokolow hörte dort Vorlesungen über Chemie, Physik, Naturgeschichte, Anatomie und Physiologie. Nach einem Jahr konnte er das Studium an der  Universität Straßburg fortsetzen, wo er sich auf Chemie und Mineralogie konzentrierte. Er richtete sich ein kleines chemisches Labor ein und sammelte im Hinblick auf den Bergbau in der Umgebung Minerale, die er mit seinen Beobachtungen in Sibirien verglich. Er besuchte Bergwerke, Glashütten, Hüttenwerke und Manufakturen. 1780 promovierte ihn die Universität Straßburg zum Doktor der Medizin.
Nach seiner Rückkehr nach St. Petersburg legte er im September 1780 seine Dissertation über die Reaktionen der Metalle mit Schwefel im Feuer vor. Aufgrund von Einwänden des Akademie-Direktors Sergei Gerassimowitsch Domaschnew wurde er jedoch nicht als Adjunkt in die Akademie aufgenommen. Nach einer von Katharina II. veranlassten Prüfung wurde Sokolow 1781 zum Doktor der Medizin und russischen Sprache promoviert. 1783 ernannte ihn die neue Akademie-Direktorin Jekaterina Romanowna Woronzowa-Daschkowa zum Adjunkten der chemischen Wissenschaften an der Akademie. 1784 wurde er als Mitglied in die Akademie gewählt. Er leitete dort das Chemische Laboratorium und hielt ab 1786 öffentliche Chemie-Vorlesungen. 1787 wurde er Vollmitglied und Professor für Chemie an der Akademie. Er übersetzte Johann Christian Polycarp Erxlebens Anfangsgründe der Chemie ins Russische (St. Petersburg, 1788) und ebenso zusammen mit acht Mitarbeitern Georges-Louis Leclerc de Buffons Histoire naturelle, générale et particulière (St. Petersburg, 1789).
1792 schied Sokolow auf eigenen Wunsch aus dem aktiven Dienst aus und wurde zum Ehrenmitglied der Akademie gewählt. Er ließ sich zunächst in Kaluga und dann in Moskau im Range eines Hofrats (VII. Rangklasse) nieder.